# 발루케슈바라
발루케슈바라(산스크리트어: वालुकेश्वर)는 힌두교의 신인 시바의 별명이다.

## 숭배
인도 마하라슈트라주의 주도 뭄바이에 있는 고대 왈케슈와르 사원은 발루케슈바라를 추모하고 숭배하기 위해 실하라 왕조의 락슈만 프라부 대신의 관리 하에 세워졌다.